# 18946 Массар
18946 Массар (18946 Massar) — астероїд головного поясу, відкритий 24 серпня 2000 року.
Тіссеранів параметр щодо Юпітера — 3,213.